# Box-office Italie 1969-1970
Cet article traite du box-office de la saison cinématographique 1969-1970 en Italie.

## Les 20 premiers
Les films sont classés selon les recettes réelles de la Société italienne des auteurs et éditeurs (SIAE, Società Italiana degli Autori ed Editori), fournies par les volumes Platea in piedi exprimées en lires italiennes,,. Lorsque les données SIAE pour le nombre d'entrées ne sont pas disponibles, les recettes réelles ont été divisées par le prix moyen du billet à l'époque, estimé à 335,5 lires en  1969-70.
Pour certains titres étrangers, les données SIAE ne sont pas disponibles, la position dans le classement est obtenue sur la base des données disponibles auprès du Giornale dello spettacolo,.
| Rang | Titre                                                                                         | Pays                                                           | Réalisateur        | Recettes Italie (lires) | Entrées Italie |
| ---- | --------------------------------------------------------------------------------------------- | -------------------------------------------------------------- | ------------------ | ----------------------- | -------------- |
| 1    | Les Conspirateurs                                                                             | Drapeau de l'Italie                                            | Luigi Magni        | 3 218 178 000           | 9 901 145      |
| 2    | Les Fleurs du soleil                                                                          | Drapeau de l'Italie · Drapeau de l'URSS · Drapeau de la France | Vittorio De Sica   | 2 466 452 000           | 7 351 570      |
| 3    | Il prof. dott. Guido Tersilli primario della clinica Villa Celeste convenzionata con le mutue | Drapeau de l'Italie                                            | Luciano Salce      | 2 283 525 000           | 6 806 334      |
| 4    | Un amour de Coccinelle                                                                        | Drapeau des États-Unis                                         | Robert Stevenson   |                         |                |
| 5    | Les Damnés                                                                                    | Drapeau de l'Italie                                            | Luchino Visconti   | 2 076 010 000           | 6 187 809      |
| 6    | Amore mio aiutami                                                                             | Drapeau de l'Italie                                            | Alberto Sordi      | 2 002 741 000           | 5 969 422      |
| 7    | Enquête sur un citoyen au-dessus de tout soupçon                                              | Drapeau de l'Italie                                            | Elio Petri         | 1 928 248 000           | 5 747 386      |
| 8    | Au service secret de Sa Majesté                                                               | Drapeau du Royaume-Uni                                         | Peter Hunt         |                         |                |
| 9    | La Colline des bottes                                                                         | Drapeau de l'Italie                                            | Giuseppe Colizzi   |                         |                |
| 10   | Metello                                                                                       | Drapeau de l'Italie                                            | Mauro Bolognini    | 1 719 240 000           | 5 124 411      |
| 11   | Contestation générale                                                                         | Drapeau de l'Italie                                            | Luigi Zampa        | 1 688 801 000           | 5 033 684      |
| 12   | Drame de la jalousie                                                                          | Drapeau de l'Italie                                            | Ettore Scola       | 1 687 702 000           | 5 030 408      |
| 13   | Le Clan des Siciliens                                                                         | Drapeau de la France                                           | Henri Verneuil     |                         |                |
| 14   | Satyricon                                                                                     | Drapeau de l'Italie                                            | Federico Fellini   | 1 543 229 000           | 4 599 788      |
| 15   | Rosolino Paternò, soldato...                                                                  | Drapeau de l'Italie                                            | Nanni Loy          | 1 507 630 000           | 4 493 681      |
| 16   | Macadam Cowboy                                                                                | Drapeau des États-Unis                                         | John Schlesinger   |                         |                |
| 17   | L'Oiseau au plumage de cristal                                                                | Drapeau de l'Italie                                            | Dario Argento      | 1 400 000 000           | 4 172 876      |
| 18   | Un homme nommé cheval                                                                         | Drapeau des États-Unis                                         | Elliot Silverstein |                         |                |
| 19   | Le Commissaire Pepe                                                                           | Drapeau de l'Italie                                            | Ettore Scola       | 1 369 294 000           | 4 081 353      |
| 20   | Queimada                                                                                      | Drapeau de l'Italie                                            | Gillo Pontecorvo   | 1 308 154 000           | 3 899 117      |